# Вишняки (Хорольский район)

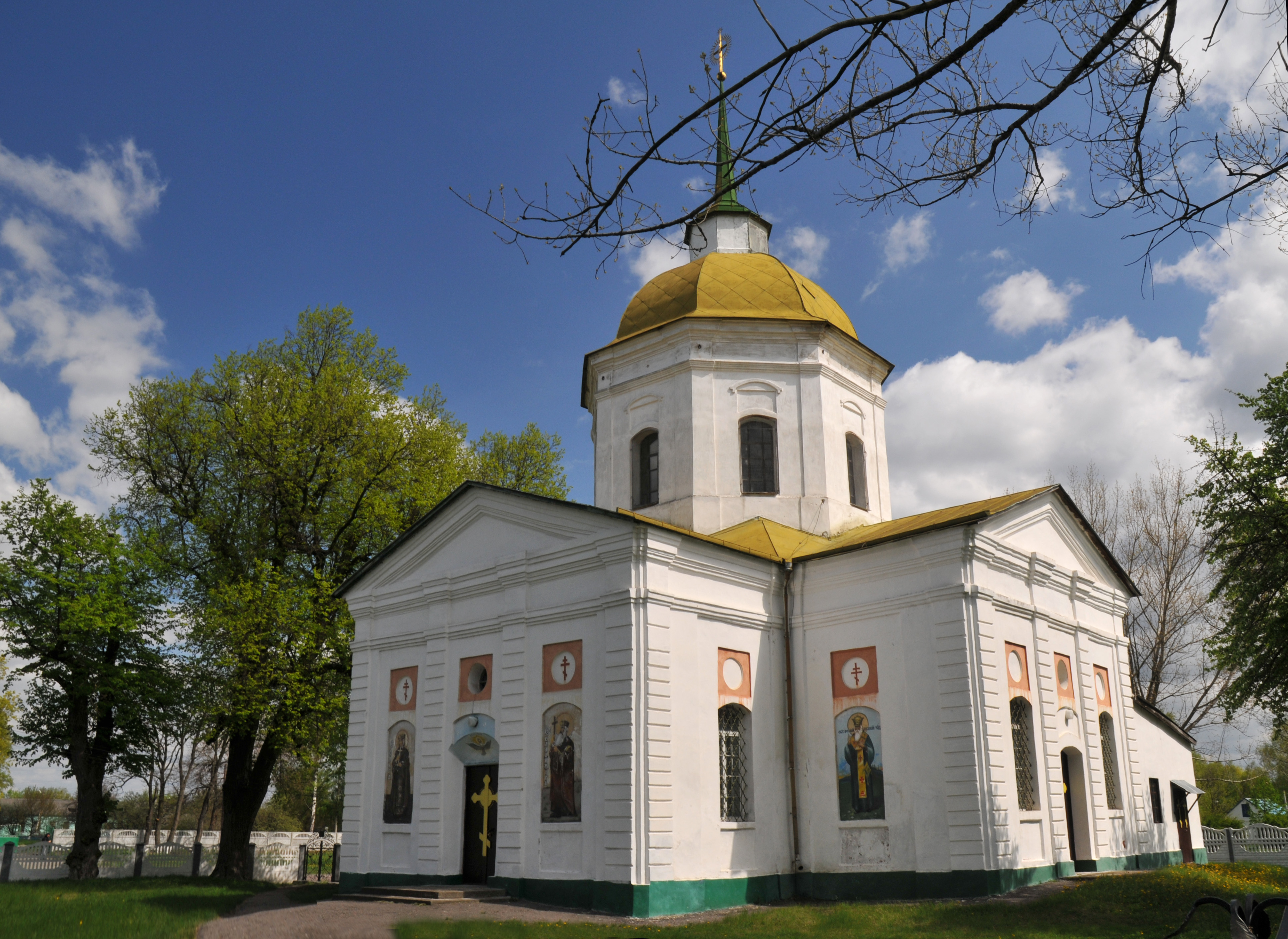
Церковь Троицы Живоначальной

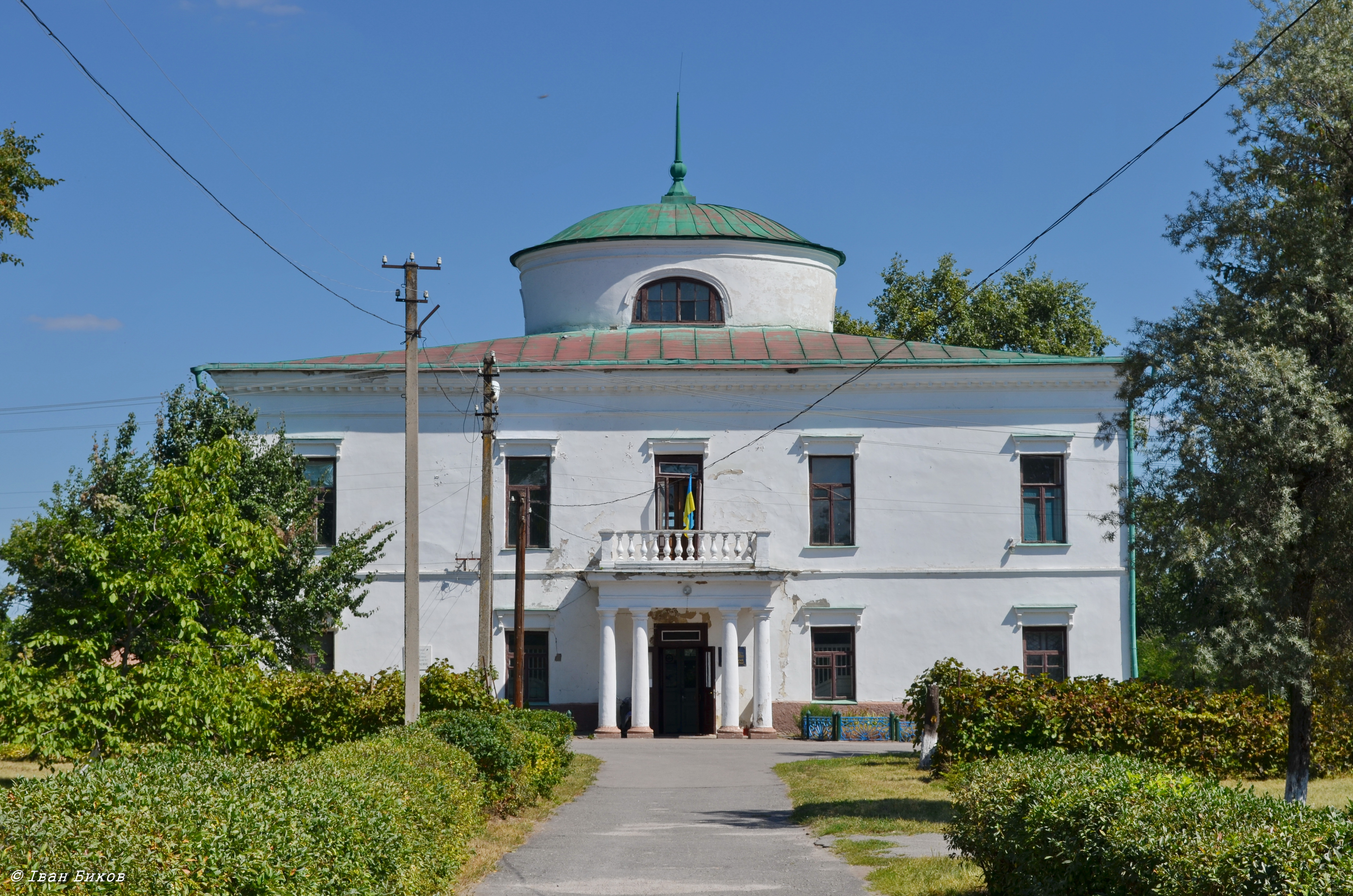
Усадебный дом. 1805 г. Ныне — здание интерната для инвалидов

Вишняки (укр. Вишняки) — село, Вишняковский сельский совет, Хорольский район, Полтавская область, Украина.
Является административным центром Вишняковского сельского совета, в который, кроме того, входят сёла
Вербино, Демина Балка, Костюки и Павленки.

## Географическое положение
Село Вишняки находится на берегу реки Хорол, в месте впадения в неё реки Рудка, выше по течению на расстоянии в 1 км расположено село Малая Поповка, ниже по течению на расстоянии в 2 км расположены сёла Хвощовка и Костюки, выше по течению реки Рудка примыкает город Хорол. Местность вокруг села сильно заболочена, реки в этом месте извилистые, образуют лиманы, старицы и заболоченные озёра.

## История
- XVI век — дата основания.
- 13 сентября 1744 года, императрица Елизавета пожаловала Вишняки Демьяну Оболонскому.
- Троицкая церковь известна с 1752 года[1]

Являлось селением Хорольского уезда Полтавской губернии Российской империи.
Село указано на подробной карте Российской Империи и близлежащих заграничных владений 1816 года  как Вешнеки
После 1945 присоеденены Писки (Пески) и Зарудка
Население по переписи 2001 года составляло 2108 человек.

## Экономика
- Вишняковский спиртзавод[8] (в декабре 2020 он был приватизирован)[9].

## Транспорт
Рядом проходит автомобильная дорога М-03 (Т-1715).

## Объекты социальной сферы
- Детский сад.
- Школа.
- Больница.
- Дом культуры.
- Клуб.
- Мототрек.
- Дом престарелых.
- Сельский краеведческий музей.

## Религия
- Церковь Троицы Живоначальной (1794—1799 гг).

## Достопримечательности
- Усадебный дом, 1805 г.
- Памятник. Самоходная артиллерийская установка СУ-100.
- Братская могила советских воинов.
- Памятник Ивану Хмаре, трактористу 1-й Советской Антарктической Экспедиции, погибшему 21 января 1956 г.